# Sapura Topazio
Sapura Topazio — глибоководне будівельне та трубоукладальне судно, споруджене у 2014 році на замовлення компанії Sapura Navegacao Maritima (спільне підприємство малайзійської SapuraKencana та норвезької Seadrill).

## Характеристики

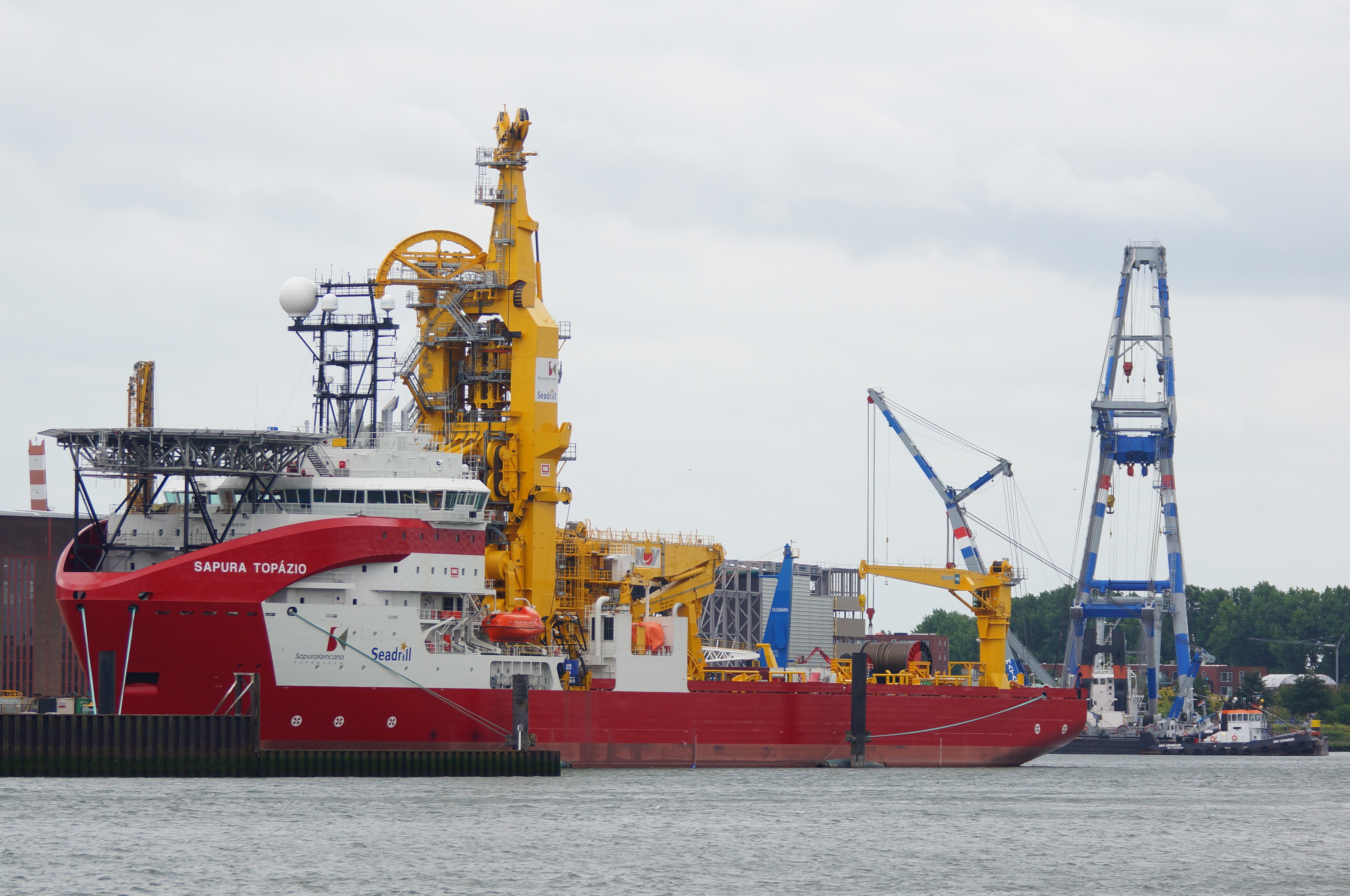
Липень 2014, Sapura Topazio у Роттердамі. Справа видно плавучий кран Matador 3

Судно спорудила нідерландська компанія IHC Offshore & Marine на своїй верфі IHC Merwede у Krimpen aan den Ijssel (східна частина роттердамської агломерації). Для остаточного дообладнання воно прибуло до Східаму (західна сторона тієї ж агломерації), де у першій половині 2014-го пройшло процедуру встановлення основного обладнання, для чого залучили плавучий кран великої вантажопідйомності Matador 3.
Sapura Topazio здатне провадити будівельні роботи та укладання гнучких труб діаметрами від 100 до 630 мм на глибинах до 2500 метрів. Воно обладнане краном вантажопідйомністю 250 тонн та трубоукладальною вежею з показником 550 тонн. Гнучкі труби розміщуються під палубою на двох каруселях ємністю 2500 та 1500 тонн.
Судно має два дистанційно керовані підводні апарати (ROV) — Typhoons 14 та 15, здатні виконувати завдання на глибинах до 3000 метрів.
Пересування до місця виконання робіт здійснюється з операційною швидкістю 13,6 вузла. Точність встановлення на позицію забезпечується системою динамічного позиціювання DP2, а силова установка складається з шести двигунів Wartsila потужністю по 3,84 МВт.
На борту наявні каюти для 120 осіб, а доставка персоналу та вантажів може здійснюватись з використанням гелікоптерного майданчика судна.

## Завдання судна
Sapura Topazio стало другим (після Sapura Diamante) в серії з шести суден, які споруджували у відповідності до контракту з бразильською компанією Petrobras, що провадить активне освоєння численних нафтових родовищ біля узбережжя цієї південноамериканської країни. Можливо відзначити, що самі розміри Sapura Topazio — довжина 146 метрів та відповідна для збереження потрібних характеристик остійності ширина — обрали з урахувань обмежень у портах Бразилії, звідки йому належало діяти.
Судно прибуло у розпорядження Petrobras в жовтні 2014-го. У наступні роки воно, зокрема, виконувало такі завдання на виявлених у підсольових відкладеннях басейну Сантос родовищах:
- супергігантському нафтогазовому Лула — прокладання 265 км гнучких трубопроводів на глибинах до 2252 метра;
- гігантському нафтовому Cernambi (первісно носило назву Iracema) — спорудження 129 км гнучких ліній при глибинах до 2246 метрів;
- гігантському нафтовому Iracema Norte, де завдання включало 5,6 км гнучких ліній на глибинах 2240 метрів;
- гігантському нафтовому Sapinhoa (первісно було відоме як Гуара) — прокладання 365 км гнучких трубопроводів на глибинах до 2221 метра.